# ロバート・センピル (第3代センピル卿)
第3代センピル卿ロバート・センピル（英: Robert Sempill, 3rd Lord Sempill、1505年ごろ – 1573年8月1日と1576年1月17日の間）は、スコットランド貴族。襲爵以前はマスター・オブ・センピルの儀礼称号を使用した。

## 生涯
第2代センピル卿ウィリアム・センピルと1人目の妻マーガレット（Margaret、1518年7月31日と1523年2月12日の間に没、初代エグリントン伯爵ヒュー・モンゴメリーの娘）の長男として、1505年ごろに生まれた。
1526年には父とジョン・ミュア（John Mure）の抗争に巻き込まれ、1549年4月9日にはミュアがセンピルの殺害を試みて失敗した。
1533年10月20日にダグラス城総督に就任した。
殺人により一時イングランド王国に逃亡し、1541年5月にはイングランドに滞在していた。
1544年から1546年までスコットランド議会議員を務めた。
1547年9月10日のピンキーの戦いに参戦して捕虜になった。釈放された後はスコットランドに戻った。
1549年6月11日に第5代サンカーのクライトン卿ウィリアム・クライトンを殺害して逮捕され、エディンバラ城に投獄された。本来ならば処刑されるものであるが、セント・アンドルーズ大主教ジョン・ハミルトンがセンピルの娘グリゼルを愛人としていたため難を逃れた。
1552年6月3日に父が死去すると、センピル卿位を継承した。その後、1558年、1567年、1571年、1572年にスコットランド議会に登院した記録がある。
宗教改革をめぐり摂政メアリ・オブ・ギーズを支持し、会衆指導層に抵抗したため、1559年12月にセンプル城を包囲され、センプル城は1560年10月14日に落城した。ただし、センピル卿自身はダンバー城への逃亡に成功した。このとき、摂政への援軍としてフランス軍が派遣され、ダンバー城に駐留したためセンピルにとって安全だった。
以降もカトリックに留まり、スコットランド女王メアリーとダーンリー卿の間で生まれた息子ジェームズの洗礼式にも出席した。しかしダーンリー卿が暗殺されるとその父である第4代レノックス伯爵マシュー・ステュアート支持に転じ、しかもメアリーがプロテスタントに寛容な姿勢を示し、プロテスタントの第4代ボスウェル伯爵ジェームズ・ヘップバーンに接近したため、1567年6月15日のカーベリー・ヒルの戦いでは反メアリー側の後衛を指揮し、メアリーが逃亡した後の1568年5月13日のラングサイドの戦いでも反メアリー派について戦った。
しかし1570年5月には軍を率いてハミルトン城を破壊した結果ハミルトン家に誘拐され、アーガイルに投獄された。1571年に釈放された後、同年9月7日にスコットランド枢密院の枢密顧問官に任命された。
カトリックの聖職者を教区牧師に就かせようとしたため、1573年8月にスコットランド教会から破門された。
1573年8月1日と1576年1月17日の間に死去、長男に先立たれたため孫ロバートが爵位を継承した。
『オックスフォード英国人名事典』は第3代センピル卿の一生を「旧来の家族間の抗争と公職就任の混合」と評し、同時代の宗教改革の指導者ジョン・ノックスはセンピル卿を「神の敵」と酷評した。

## 家族
1538年4月7日までにイサベル・ハミルトン（Isabel Hamilton、ウィリアム・ハミルトンの娘）と結婚、4男2女をもうけた。
- ロバート（1569年12月16日までに没） - マスター・オブ・センピル。1543年5月27日、エリザベス・ハミルトン（Elizabeth Hamilton、初代アラン伯爵ジェイムズ・ハミルトンの庶出の娘）と結婚、子供なし。1569年4月30日までにバーバラ・プレストン（Barbara Preston、アーチボルド・プレストンの娘）と再婚、子供あり。第4代センピル卿ロバート・センピルの父[1]
- アンドルー（1578年以降没） - 1565年11月30日までにマーガレット・スターリング（Margaret Stirling、ジョージ・スターリングの娘）と結婚、子供あり[4]
- ジェームズ - おそらく1572年11月8日までに子供なくして死去[4]
- ジョン（1588年2月7日までに没） - おそらく子供なし[4]
- グリゼル（1575年10月没） - 1540年3月10日までにジェームズ・ハミルトン（James Hamilton、1548年没、ジェームズ・ハミルトンの息子）と結婚、子供あり。セント・アンドルーズ大主教（英語版）ジョン・ハミルトン（英語版）の愛人になり、1546年2月21日までに離婚した[4]
- マーガレット（1580年11月没） - 1545年10月7日までにデイヴィッド・ハミルトン（David Hamilton、1547年9月10日にピンキーの戦い（英語版）で戦死）と結婚、子供あり。1554年1月24日までにジョン・ホワイトフォード（John Whitefoord）と再婚、子供あり[4]

エリザベス・カーライル（Elizabeth Carlyle）と再婚した可能性がある。センピルはエリザベスとの間で庶子をもうけ、1546年8月24日にジョン、ジーン、ドロシアを認知して嫡子とした。
- ジョン（英語版）（1579年8月25日没） - 廷臣。1565年3月3日、メアリー・リヴィングストン（英語版）（第5代リヴィングストン卿アレグザンダー・リヴィングストン（英語版）の娘）と結婚、子供あり[5]
- ジーン（1593年2月28日没） - 第4代ロス卿ジェームズ・ロス（英語版）と結婚、子供あり[5]
- ドロシア（1600年5月2日までに没） - 1567年5月20日までにロバート・モンゴメリー（Robert Montgomery）と結婚、子供あり
- グリセル（Grissel） - 嫡子にならなかったが、エリザベスとの間の娘とされる。1565年5月11日、ジョン・ブレア（John Blair）と結婚、子供あり[5]
- マリアン（1592年3月16日没） - ヒュー・モンゴメリー（Hugh Montgomery）と結婚、子供あり[5]
- 女子 - ウィリアム・フレミング（William Fleming）と結婚、子供あり[5]
- エリザベス - 1578年3月1日、ロバート・グラハム（Robert Graham）と結婚。その後、ロバート・リンジー（Robert Lindsay）と再婚[5]
- イソベル（Isobel） - ジェームズ・ハミルトン（James Hamilton）と結婚したが、不倫を理由に1560年9月7日に離婚した。1568年に裁判を起こして離婚を取り消させようとした[5]

このほか、下記の人物もセンピル卿の庶子とされる。
- ウィリアム（1546年 – 1633年3月1日） - スペイン白紙陰謀（英語版）に関与したとされる[6]